# Kilian Land
Kilian Land (* 1990 in Halle (Saale)) ist ein deutscher Schauspieler und Hörspielsprecher.

## Leben
Kilian Land nahm 2011 sein Schauspielstudium an der Hochschule für Musik und Theater „Felix Mendelssohn Bartholdy“ in Leipzig auf, war von 2013 bis 2015 Teil des Schauspielstudios am Staatsschauspiel Dresden und wurde anschließend festes Ensemblemitglied.
Dort arbeitete er mit Regisseuren wie Tilmann Köhler, Roger Vontobel, Susanne Lietzow, Jan Philipp-Gloger, Matthias Hartmann oder Jan Gehler zusammen. 2015 war er als Tempelherr in der Nathan der Weise Inszenierung von Wolfgang Engel zu sehen.
Von 2016 bis 2021 war Land Teil des Ensembles am Düsseldorfer Schauspielhaus. Hier arbeitete er mit Regisseuren wie Armin Petras, Andreas Kriegenburg, Johannes Schütz, Daniela Löffner, Peter Jordan und Leonhard Koppelmann.
In der Spielzeit 2016/17 spielte er unter anderem Höppner in der Uraufführung des Romans Auerhaus von Bov Bjerg (Regie: Robert Gerloff). In der Spielzeit 2017/18 spielte er Dante in Die Göttliche Komödie (Regie: Joahnnes Schütz). Des Weiteren war er dort als Eddy Runtler in der Bühnenfassung von Chuck Palahniuks Roman Fight Club (Regie: Roger Vontobel) zu sehen. 2020 hatte er Premiere mit der Erzählung Ein Bericht für eine Akademie von Franz Kafka, welche Roger Vontobel als Monolog inszenierte.
Seit 2021 hat Land ein Engagement an Bühnen Bern.
Land hat außerdem in einigen Serien und Filmen mitgespielt, wie z. B. Die jungen Ärzte oder Altes Land.
Als Sprecher hat er in zahlreichen Hörspielen mitgewirkt, unter anderem sprach er die Rolle des Peter Pan im gleichnamigen Hörspiel des WDR.

## Arbeit

### Theater

#### Staatsschauspiel Dresden
- 2014: Corpus Delicti von Juli Zeh (Rolle: Moritz Holl), Regie: Susanne Lietzow
- 2014: Drei Schwestern von Anton Tschechow (Rolle: Soljony), Regie: Tilmann Köhler
- 2014: mein deutsches, deutsches land von Thomas Freyer (Rolle: Florian / Nöde), Regie: Tilmann Köhler
- 2015: Nathan der Weise von Gotthold Ephraim Lessing (Rolle: Tempelherr), Regie: Wolfgang Engel
- 2016: Das Schiff der Träume (E la nave va) von Federico Fellini (Rolle: Ricotin), Regie: Jan Gehler
- 2016: Der Idiot nach Fjodor M. Dostojewskij (Rolle: Ganja), Regie: Matthias Hartmann

#### Düsseldorfer Schauspielhaus
- 2016: Romeo und Julia von Willian Shakespeare (Rolle: Tybalt), Regie: Bernadette Sonnenbichler
- 2017: Auerhaus von Bov Bjerg (Rolle: Höppner), Regie: Robert Gerloff
- 2017: Das Versprechen von Friedrich Dürrenmatt (Rolle: Autor / Hausierer / Fischerjunge[4]), Regie: Tilmann Köhler
- 2017: Farm der Tiere von George Orwell (Rolle: Mollie / Banner), Regie: Daniela Löffner
- 2017: The Queen’s Men von Peter Jordan (Rolle: Thomas Pope / Lord Burghley), Regie: Peter Jordan / Leonhard Koppelmann
- 2018: Tartuffe von Molière (Rolle: Valère / Monsieur Loyal), Regie: Robert Gerloff
- 2018: Die Göttliche Komödie von Dante Alighieri (Rolle: Dante), Regie: Johannes Schütz
- 2019: Schwejk nach Jaroslav Hašek (Rolle: Woyzeck, Lukasch u. a.[5]), Regie: Leonhard Koppelmann
- 2019: Dantons Tod von Georg Büchner (Rolle: Lacroix), Regie: Armin Petras
- 2019: Fight Club nach Chuck Palahniuk (Rolle: Eddie Runtler), Regie: Roger Vontobel
- 2019: Hamlet[6] von William Shakespeare (Rolle: Horatio), Regie: Roger Vontobel
- 2020: Ein Bericht für eine Akademie von Franz Kafka (Rolle: Rotpeter), Regie: Roger Vontobel

#### Bühnen Bern
- 2021: Rose Bernd von Gerhart Hauptmann (Rolle: August Keil), Regie: Roger Vontobel
- 2021: Von schlechten Eltern nach Tom Kummer (Rolle: Tom), Regie: Tilmann Köhler
- 2022: Ein Sommernachtstraum von William Shakespeare (Rolle: Helena), Regie: Sabine auf Der Heyde
- 2023: Ein Volksfeind (Rolle: Tomas Stockmann), Regie: Selen Kara
- 2023: Die Räuber (Rolle: Spiegelberg), Regie: Mathias Spaan
- 2024: Zeit für Freude (Aksle/David), Regie: Mina Salephour

### Film und Fernsehen
- 2014: Zug in die Freiheit (Rolle: Jens Rohde), Regie: Sebastian Dehnhardt
- 2014: Allein unter Ärzten (Rolle: Dennis), Regie: Oliver Schmitz
- 2015: Schnurlos Verschwunden (Rolle: Felix), Regie: Martin Valdès Stauber
- 2015: Tatort Berlin - Werner G. Der Kopf der Gladowbande (Rolle: Werner Papke), Regie: Gabi Schlag
- 2017: Der Sukkubus (Rolle: Samuel), Regie: Jonas Bongard
- 2017: Die jungen Ärzte (Rolle: Bruno Meier), Regie: Steffen Mahnert
- 2017: Die Rentnercops (Rolle: Markus Depart), Regie: Thomas Durchschlag
- 2020: Altes Land (Rolle: Karl Eckhoff), Regie: Sherry Homann
- 2021: Oh Claire! (Rolle: Hans), Regie: Alexander Graeff

### Hörspiel
- 2014: Die Reise nach Tilsit, Lychatz Verlag Leipzig
- 2014: Thälmannstr. 89, MDR
- 2015: Tatort - Ein blühendes Land, MDR
- 2017: Heil ho, let's go!, WDR
- 2018: Tyll, WDR
- 2018: Brüder, WDR
- 2018: Der dunkle Wald, WDR
- 2018: Die drei Sonnen, WDR
- 2018: Peter Pan, WDR
- 2018: Schlachthof 5, SWR
- 2018: Eingreifen, bevor die Nacht kommt, SWR
- 2019: Creepy Hollow - Die Ballade von Debby und Frank, WDR
- 2019: Ringen um das Grundgesetz, WDR
- 2020: Der stumme Tod, WDR
- 2020: Mandeville. Vaudeville., DLR
- 2020: Mansfield Park, HR
- 2021: Softe Paläste, HR 2
- 2021: Luftpiraten, WDR
- 2021: Ridley, WDR
- 2021: Das Leben des Sergej Sergejewitsch, WDR
- 2021: Eine dunkle, kurvenreiche Straße, WDR
- 2021: Bonjour Tristesse, HR